# 928

## Догађаји
- Краљ Рудолф I губи подршку Херберта II, грофа од Вермандоа, који контролише затвор у Перону у коме је затворен бивши краљ Карлo III. Херберт га доводи пред Вилијама I, грофа од Руана, ради почасти, а затим у Ремс као полугу да уцени Рудолфа да га натера да уступи суверенитет над Лаоном (Северна Француска).
- 5. јун – Луј  III (Слепи), бивши краљ Провансе (Доња Бургундија), умире у Арлу после 27-годишње владавине (од којих су 23 без вида). Наследио га је његов зет Иго од Италије. Уз одобрење свог рођака Рудолфа I, Иго одузима наследство Лујевом сину и наследнику, Карлу Константину, и проглашава се за владара Провансе.
- Зима – Хенрик I Птичар је покорио Полабске Словене који живе на источним границама. Затим креће против словенских племена Хевели и заузима њихов главни град, Бранденбург. Хенри напада земље у средњој долини реке Лабе, где опседа и уништава главни замак Гана (каснији Албрехтсбург) у Мајсену (Саксонија).
- Краљ Хоуел Добри од Дехеубарта ходочасти у Рим, он постаје први велшки владар који је предузео такво путовање. Хоуел започиње кодификацију средњовековног велшког права и кује сопствену кованицу.
- Лето – Фатимидска флота под Сабиром ал-Фатом напада византијску јужну Италију. Захвата локалитет по имену ал-Гхиран („пећине“) у Апулији и пљачка градове Таранто и Отранто. Становници су одведени у северну Африку као робови.
- Исханаварман II умире након петогодишње владавине и наследио га је његов ујак Јаиаварман као краљ Кмерског царства (модерна Камбоџа). Он премешта престоницу на север из Ангкора на Кох Кер.
- Папа Јован X је свргнут и затворен у Цастел Сант Ангело у Риму. Наследио га је папа Лав VI као 123. римски папа.
- Папа Лав VI укида Нинску епископију и премешта епископа Григорија у Скрадин. Тиме је окончан дугогодишњи спор између Сплитске и Нинске епархије.
- 18. јул – Патријарх Трифун наслеђује Стефана II на месту цариградског патријарха (до 931).

## Смрти
- Луј III Слепи
- Папа Јован X